# Аменхотеп III
Аменхотеп III је староегипатски владар из осамнаесте династије. Владао је од 1390. до 1352. године п. н. е. Владар је постао после смрти свога оца Тутмоса IV. Као и његов отац и деда поштовао је култ Сунца. Наследио га је син Ехнатон.
Дуг период Аменхотепове владавине обележили су изузетно благостање и високи домети у уметности. То је било време када је Египат достигао врхунац политичке моћи и уметничке зрелости. Умро је, вероватно, у својој 39. години владавине. Наследио га је син Аменхотеп , који ће касније променити име у Акхенатон.
Најзначајнији споменик подигнут у његово време су његови колоси код Луксора (име Мемнонови колоси је настало касније), пар фигура које представљају фараона у седећем положају.
Познат је по изградњи јавних зграда у Мемфису, Теби и Нубији.

## Биографија

### Младост
Аменхотеп III се родио око 1403. године п. н. е. као син Тутмоса IV и његове споредне жене Мутемвије. Новорођенче је посвећено култу Сунца бога Атона, које је Аменхотеп пренео свом сину, каснијем фараону Ехнатону.
Његов отац Тутмос IV владао је царством из града Мемфиса. Аменхотеп је одрастао у такозваној Харем-палати у Гуробу, у близини оазе Фајум. Овде је научио хијератско и клинасто писмо, читање и математику. Уз то, добио је образовање у војним вештинама.
Пошто му је старији брат рано умро, Аменхотеп III је у узрасту од осам година постао престолонаследник који је у наредним годинама пратио оца у војним походима. Тутмос IV је склапањем брака са кћери краља Артаме I склопио мировни савез са државом Митани, што је била политика коју је са успехом касније спроводио Аменхотеп III.
У својој 10. години владавине умро је Тутмос IV и оставио свом дванаестогодишњем сину моћно и просперитетно царство. Египат се у то време простирао „од Караја до Нарине“. Карај је област у Судану између четвртог и петог катаракта, до рудника злата на истоку, док је Нарина било име краљевства Митани у горњем току Еуфрата. Египат је власт на овом подручју осигурао и учврстио границе још у доба Аменхотеповог прадеде Тутмоса . Стога Египат није имао потребе за војним походима. У то доба се са правом сматрао светском силом.
Прекршио је традицију оженивши се Тијом, обичном женом, с којом је делио власт.

### Владавина
Тако је Аменхотеп III у узрасту од 12 година 15. маја 1388. године п. н. е. крунисан за фараона. Његово тронско име било је „Неб-маат-ра“, што је значило „Господар истине је Ра“. По Nach Манетону владао је 38 година и 7 месеци. У години свог крунисања оженио се веома младом Тејом, кћери провинцијског администратора Јуја из Ахмима. Аменхотеп је своме тасту и ташти доделио почасти и звучна имена. Раније су Јују и његова жене носили титуле: „Свештеник и управник Минових говеда“, „Господар Ахмина“, „Амунова певачица“, „Највиша дама у Амуновом харему“ итд. По удаји кћери, добили су епитете: „Управник двоколица његовог величанства“, „Краљевска мајка велике краљеве супруге“. Тејин брат Анен добио је положај високог свештеника и саветника младог фараона.
Због његове незрелости, мајка Мутемвија је у прво време била регент, а касније је млади фараон сам преузео власт.

### Верска политика
Попут својих предака Аменофис III је поштовао култ Сунца из пете династије. Тако је дозволио прославу празника Сед у складу са древним записима. У Хелиополису је саградио храм од кречњака посвећен богу Сунцу. Вешто и полагано спороводио је промене у доминантној религији. Врховни Амонови свештеници су били изузетно богати и утицајни, тако да су се мешали у одлуке фараона. Аменхотепов отац Тутмос IV је крунисан за фараона испред Сфинге, и био је први који је то урадио без консултовања са Амоновим свештеницима.
Аменхотеп III је је користио култ Атона да би контролисао моћ Амонових свештеника. Такође је на високе верске положаје постављао себи блиске људе. Пример за то је његов имењак Аменхотеп (Хапуов син). Касније је фараон свој двор преместио у Тебу, а истраживачи ово тумаче као покушај да ограничи превелику моћ свештеника Амонових храмова. У бројним храмовима које је саградио, постоје скулптуре фараона који се налази поред разних божанстава. Натписи на статуама су по шаблону: Аменхотеп љубимац бога .... Свој статус моћног владара наглашавао је тиме што би лица статуа богова носила његов лик.
Карактеристично је да је фараон подизао велики број скулптура женских божанстава. Разлог за ово је његова оданост култу богиње Ма’ат, кћери бога Сунца која је стварала ред и хармонију, а што је требало да симболизује Аменхотепову моћ. На рељефима фараон је често приказиван уз женска божанства. Ту су јасно приказане и жене из његове породице.

### Градитељ
Као и његови претходници, нови фараон се посветио грађевинским подухватима. Већ у другој години владавине почео је са изградњом своје гробнице у Долини краљева, довршио је грађевине свога оца, и проширио Храм у Карнаку. Подигао је десети пилон храма, и уз његову јужну фасаду највећу статуу која је икад изграђена у Египту. Од статуе високе 21 метар до данас су остала само стопала.
На истом месту подигао је храм са 600 скулптура богиње Сахмет као одбрану од непознате спољње опасности. Истраживачи тврде да се овде радило о куги. За потврду ове тврдње служе египатска сведочанства о молитвама против куге и набрзину спроведеним сахранама код суседних народа.
Загробни храм Ком ел Хетан је највећи комплекс храмова икад подигнут у Египту. Колосалне фигуре су украшавале храм, а једини њихов остатак су Мемнонови колоси који су украшавали источни пилон храма.

### Уметност
Уметност и култура су цветали у доба владавине Аменхотепа III. То се пре свега односи на израду скулптура. Из овог времена остало је очувано много скулптура, било оних везаних за фараона, било приватних. Уметничка деле ове епохе демонстрирају дотад невиђену разноврсност; статуе фараона иду од оних величине неколико центиметара до оних високих неколико метара. Фараон је представљен у разноврсним одорама, кјоје у позније доба показују препознатљиве утицаје из Месопотамије. Пред крај његове владавине Аменхотеп III је представљан натурслистички, као зрео и корпулентан човек. Овај тип неулепшаних представа до врхунца је развијен у доба његовог сина Ехнатона. Сви примери вајарске уметности овог доба ослањају се на примере фараонских скулптуралних портрета.

### Војна питања
Моћ Египта је била толико јака да Аменхотеп није имао потребу да води ратове. Године 1387. године п. н. е. угушио је побуну у Нубији. То је једини значајни војни поход у доба његове владавине, при чему није јасно да ли је и сам учествовао у походу. Вероватније је да је сузбијање побуне препустио вицекраљу Куша (Нубије).
Приходе, које је Египат раније трошио на ратове, Аменхотеп је усмерио на колосалне грађевинске пројекте. Иако је земља живела у миру, војници су морали чувати границе и трговачке путеве. Изгледа да је он био први египатски фараон који је увео посебне јединице двоколица. Војска је подељена у водове, чете и дивизије. Чета се састојала од око 250 војника, док је дивизија могла имати до 5000 људи. Оружје се састојало од мачева, бодежа и лукова. Први оклопи су се појавили у ово време.

### Доба благостања
Мир који је постојао за време Аменхотепове владавине народ је сматрао за директну потврду божанских моћи свога фараона. То је било златно доба Египта на врхунцу просперитета, а Аменофис III је за потомке остао упамћен као „златни фараон“.

### Државна управа
Благостање земље гарантовала је ефикасна државна управа. Имена многих администратора из тог времена су нам данас позната јер су често представљани на сликама и рељефима, а неки од њих су заслужили и декорисане гробнице.
Аменхотеп је, по традицији коју су поштовали и његови преци, на државне положаје постављао најоданије и најспособније војнике и официре. Таква је рецимо била каријера Ејеа II кога је фараон поставио за саветника у позним годинама своје владавине.
Државни положаји су били наследни, мада се до њих могло доћи и неким важним достигнућем. Тако су неки фараонови управитељи скромног порекла успели да се попну толико високо у хијерархији, да су касније поштовани као богови. Значајан пример за то је Аменофис (Хапуов син), писар, управник фараонових послова и секретар краљевске кћери и супруге Ситамун. Он је имао јединствену привилегију да му се подигне загробни храм (Мединет Хабу). Ови примери су индикација великих амбиција и способности које је исказивао Еје II.
- Везири у доба његове владавине су били: Птамос, Рамос, Аменхотеп Хуј и Аперел
- Вицекраљ Куша: Меримоз
- Високи свештеник Амона у Теби: везир Птамос и Мерипта

### Позна владавина
Теја и Аменхотеп III су имали више деце. Њихов најстарији син и наследник био је Тутмос (пети фараон који би носио ово име). Млади принц је умро у 27. години владавине свога оца. Узрок смрти није познат, јер још није пронађена његова мумија.
Смрт сина наследника морао је бити тежак ударац за фараона. Следећи у рду за наслеђе био је Аменофисов други син Аменхотеп IV, који ће се касније назвати Ехнатон.
Као што су чинили многи фараони, Аменхотеп III је за живота подигао свој загробни храм. Подигао га је у месту Ком ел Хетан. Историчари сматрају да је овај храм био већи од Храма у Карнаку. Чувени Мемнонови колоси су једини до данас очувани део тог храма. У јужном делу храма пронађена је двострука статуа која приказује владара са женом Тејом. Уз њихове ноге седе три кћери. У дворишту Сунца стајало је више фараонових статуа које су га представљале као бога Озириса. Овај храм је стално плавила река Нил, што је и била замисао градитеља. Када би се вода повукла, храм би представљао симбол поновног рођења.
Аменхотеп III. је умро у 38. години владавине, године 1354. п. н. е. Имао је скоро 50 година живота.

## Гробница
Гробница Аменхотепа III налази се на западу Долине краљева. Данас се означава ознаком: WV 22.
Током 21. династије Аменхотепова мумија је премештена у гробницу његовог деде Аменхотепа II, јер је његов гроб опљачкан. Тешко оштећена мумија Аменхотепа III пронађена је у гробу Аменхотепа II. Тешко је направити поуздан закључак о овој мумији, јер се она налази у Рамзесовом ковчегу са поклопцем ковчега Сетија II.